# Уильямс, Джеффри Нелс
Джеффри Нелс Уильямс (англ. Jeffrey Nels Williams; род. 18 января 1958 года, Сьюпириор, Висконсин) — американский астронавт, полковник, христианский проповедник. Несколько раз был на МКС, в марте 2016 года отправился в новую экспедицию.

## Биография
Уильямс окончил высшую школу (Winter High School) в Винтере в штате Висконсин, в 1976 году. В 1980 году он получил степень бакалавра в области прикладных наук и техники в военной академии США. В 1987 году он получил степень мастер науки в области аэронавтики. Также в 1996 году получил степень магистра искусств на командно–штабных курсах Военно–морского колледжа США.
Во время учёбы Уильямс занимался в спортивной парашютной команде в Вест-Пойнте и получил звания мастера и инструктора парашютиста. В 1980 году, после окончания военной академии США, Уильямс получил звание лейтенанта и был направлен на службу в авиацию. Три года служил в авиационном батальоне в Германии. После службы в Германии, Уильямс получил назначение в Космический центр имени Линдона Джонсона, где он прослужил более четырёх лет.
В 1992—93 годах проходил обучение в школе лётчиков-испытателей морской авиации. После окончания этой школы, служил лётчиком-испытателем на военно-воздушной базе Эдвардс в Калифорнии.
Уильямс имеет более 2500 часов налёта на 50 различных типах самолётов.
С 1987 по 1992 годы Уильямс служил в Космическом центре Джонсона в качестве оперативного инженера при стартах и приземлении шаттлов. В мае 1996 года Уильямс был выбран НАСА кандидатом в астронавты. Он прошёл двухгодичный курс подготовки к космическим полётам.
С 15 по 21 июля 2002 года Уильямс был командиром миссии НАСА по операциям в экстремальной окружающей среде (NEEMO).

## Личная жизнь
Уильямс с декабря 1979 года женат на Анне-Мари Мур (Anna-Marie Moore), у них есть два сына: Брэд (Brad) и Джейсон (Jason). Со своей будущей супругой Джеффри познакомился, когда был ещё кадетом, она с родителями тогда вернулась из Саудовской Аравии. По собственным словам, в первые семь лет брака их отношения были не слишком теплы. Однажды, по телефонному разговору во время командировки, Джеффри заметил, что настроение жены резко изменилось в лучшую сторону. Причиной этому она назвала обретение веры во Христа. Она посоветовала мужу почитать некоторые брошюрки и места Писания. После своего исследования длительностью в несколько месяцев, Уильямс также стал христианином.
После своей второй экспедиции он написал книгу The Work of His Hands: A View Of God's Creation From Space («Работа Его рук: Взгляд на творение Бога из космоса»).
Постоянно, приезжая в Россию, Джеффри посещает с выступлениями местные церкви. Например, 2 ноября 2015 года он общался и проповедовал в Московской Центральной Церкви ЕХБ, рассказывая о величии Господа, которое он увидел на МКС и в открытом космосе.
Родители Джеффри, Ллойд (Lloyd D.) и Юнис (Eunice A.), проживают в Винтере в штате Висконсин. Он говорил, что родители, особенно отец, с детства поддерживали его мечты.
Увлечения Уильямса — бег, рыбалка, туризм, лыжи, подводная охота и прогулки по лесу. Радиолюбитель с позывным КD5TVQ.
В 2023 году переехал в Баттл-Граунд, штат Вашингтон, где является пастором Библейской церкви "Слово Благодати"

## Космические полёты
Первый космический полёт Джеффри Уильямс совершил, в качестве специалиста полёта, на шаттле «Атлантис» STS-101 с 19 по 29 мая 2000 года. Это был третий полёт шаттла по программе строительства МКС. Целью полёта была — доставка грузов и оборудования на станцию. Во время полёта, 22 мая, Джеффри Уильямс с Джеймсом Воссом совершил выход в открытый космос, который продолжался 6 часов и 44 минуты. Полёт «Атлантиса» продолжался 236 часов и 9 минут.
С ноября 2002 года Уильямс проходил тренировки к длительной экспедиции на МКС.
Джеффри Уильямс был дублёром Уильяма Макартура, бортинженера корабля «Союз ТМА-7» и командира 12-й долговременной экспедиции МКС.
Второй космический полёт — Уильямс проходил подготовку в качестве бортинженера корабля «Союз ТМА-8». Корабль «Союз ТМА-8» стартовал 30 марта 2006 года с космодрома Байконур, 1 апреля состыковался со станцией. Джеффри Уильямс почти полгода пробыл в составе долговременного экипажа МКС-13, пока 29 сентября 2006 года не вернулся на Землю.
Третий космический полёт — С октября 2009 по март 2010 года находился на МКС в составе 21-го и 22-го долговременных экипажей. На станцию он был доставлен кораблём «Союз ТМА-16» стартовавшим 30 сентября 2009 года. 18 марта 2010 года вместе с Максимом Сураевым совершил посадку в Казахстане на космическом аппарате «Союз ТМА-16» и тем самым завершил 22-ю экспедицию на МКС.
Четвёртый космический полёт — Джеффри Уильямс в марте 2016 года отправился на МКС в составе 47-го долговременного экипажа в качестве бортинженера. Для этого 24-го февраля он начал прохождение тренировок вместе с командиром корабля Алексеем Овчининым и бортинженером Олегом Скрипочкой; на следующий день их зачётная тренировка была пройдена успешно. Вернулся на Землю на корабле «Союз ТМА-20М» 7 сентября 2016 года.
Общее время по совокупности четырёх полётов - 534 сутки 2 часа 48 минут.

## Награды
- Медаль «За заслуги в освоении космоса» (12 апреля 2011 года) — за большой вклад в развитие международного сотрудничества в области пилотируемой космонавтики[10]
- Медаль «За отличную службу» (США)
- Медаль «За похвальную службу» (Вооружённые силы США)
- Медаль «За службу национальной обороне» (США)
- Медаль «За выдающуюся службу» (НАСА)
- Медаль «За исключительные заслуги»
- Медаль «За космический полёт»
- Орден_«Легион_почёта»